# Pasmo Cietnia

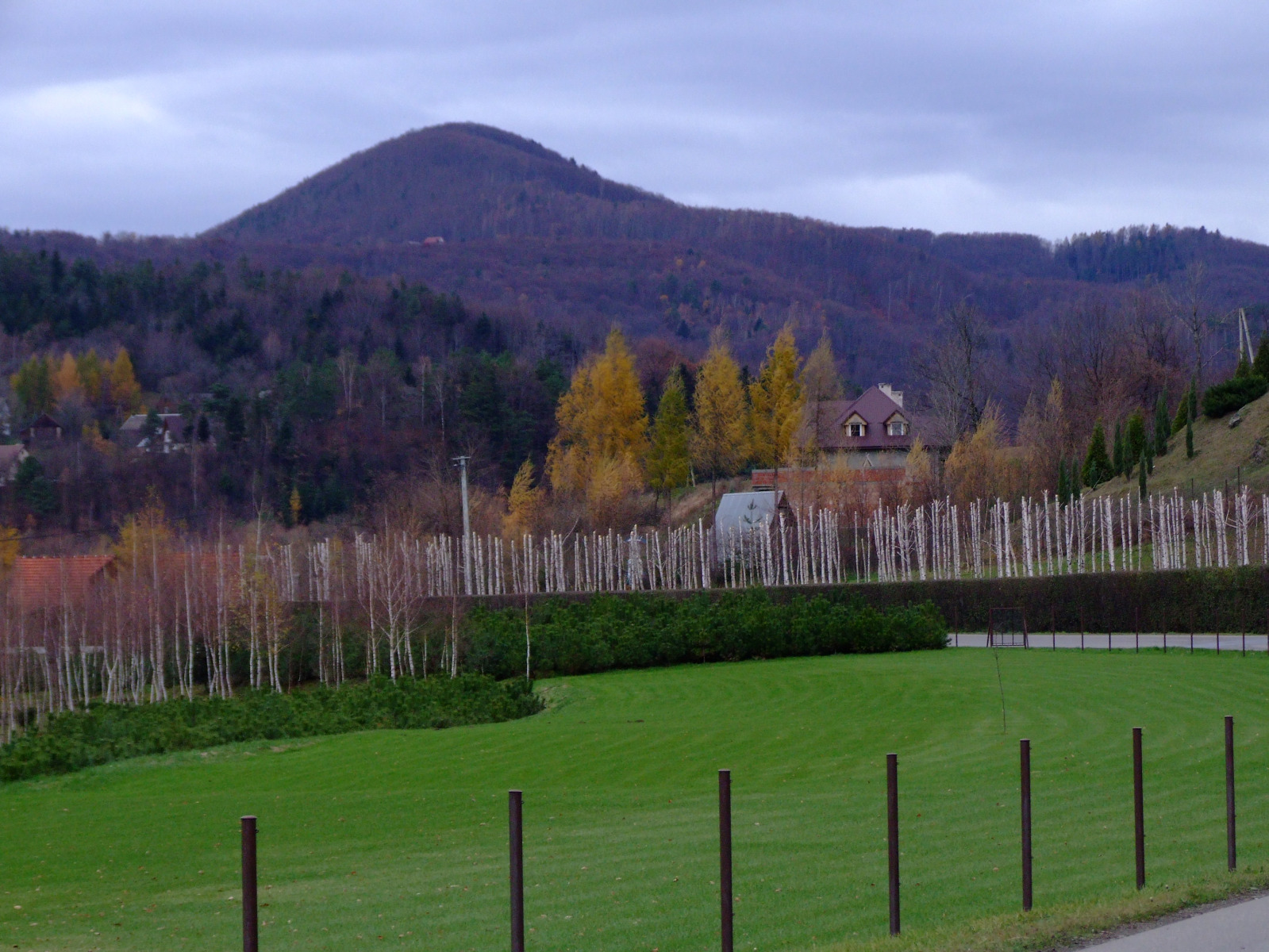
Grodzisko, widok ze Szczyrzyca

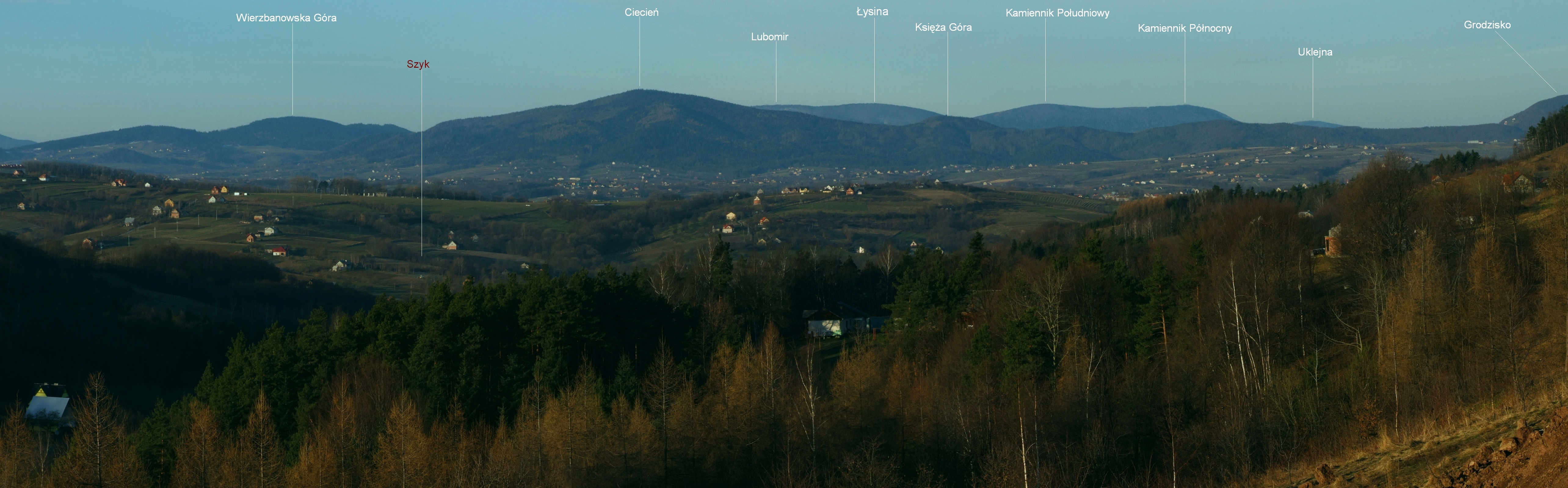
Pasmo Cietnia, widok ze Starego Rybia

Pasmo Cietnia – niewielkie pasmo górskie w północnej części Beskidu Wyspowego. Charakterystyczną cechą Beskidu Wyspowego jest to, że jego szczyty oddzielone są głębokimi przełęczami i nie tworzą z reguły wyraźnych pasm, na północnych jednak i północno-wschodnich obrzeżach Beskid ten przechodząc w pogórze zatraca już swój „wyspowy” charakter. Nazwa pasma pochodzi od najwyższego szczytu – Ciecienia lub Cietnia o wysokości 829 m (w mianowniku Ciecień lub Cieteń; według niektórych źródeł poprawna jest wyłącznie ta druga forma).
Pasmo Cietnia ciągnie się od Przełęczy Wierzbanowskiej w północnym kierunku do Raciechowic, gdzie dość płynnie przechodzi w Pogórze Wiśnickie. Za północną granicę, będącą równocześnie granicą Beskidu Wyspowego, przyjąć należy dolinę niewielkiego potoku uchodzącego do Stradomki w Dąbiu, po południowej stronie drogi z Dąbia do Czasławia. Pasmo Cietnia ma w prostej linii długość ponad 9 km. Jego wschodnie stoki opadają do doliny Stradomki, zachodnie do doliny Krzyworzeki. W grzbiecie głównym znajduje się wiele szczytów, w kolejności od Przełęczy Wierzbickiej na północ są to: 763 m, Ciecień (829 m), 778 m, Księża Góra (643 m), 558 m, Cubla Góra (565 m), (531 m), 508 m, Grodzisko (618 m), 555 m, 559 m, Borek (562 m), 537 m, 514 m.
Pasmo Cietnia jest geologicznie odmiennie od pozostałych części Beskidu Wyspowego, zbudowane jest bowiem ze skał płaszczowiny śląskiej. W większości porośnięte jest dolnoreglowym lasem, jedynie dolne części stoków w dolinach Stradomki i Krzyworzeki są bezleśne, zajęte przez pola uprawne i zabudowania miejscowości: Wierzbanowa, Wiśniowa, Poznachowice Górne, Raciechowice, Dąbie, Pogorzany, Szczyrzyc, Skrzydlna, Przenosza. Doliny te były pierwszymi ośrodkami osadnictwa ludności w tym rejonie. W Szczyrzycu od 1254 r. istniało Opactwo Cystersów szerzące kulturę rolną, a na wybitnym wzniesieniu Grodziska istniał średniowieczny gród.
Głównym grzbietem pasma biegnie niebieski szlak turystyczny, do którego z dolin Stradomki i Krzyworzeki dołączają trzy szlaki łącznikowe. Warte zwiedzenia są pozostałości ruin grodu na Grodzisku i Diabelski Kamień u podnóży Grodziska. Mimo że grzbiet jest zalesiony, z niektórych otwartych miejsc roztaczają się panoramy widokowe. Ciekawa panorama widokowa jest z polanki nad Wiśniową (na południowych stokach Cietnia), z której startowali paralotniarze. Na Księżej Górze istniała drewniana wieża widokowa, jednak zbutwiała i w 2014 r. została rozebrana.
Szlaki turystyki pieszej
 Poznachowice Górne – Grodzisko – Cubla Góra – Księża Góra – Ciecień – Wierzbanowska Przełęcz. 4:40 h, ↓ 4:15 h,
 Szczyrzyc – Ciecień – Wiśniowa. 3:30 h, ↓ 3.30 h,
 Pogorzany k. Szczyrzyca – Cubla Góra. 1:30 h, ↓ 1 h